# 434 av. J.-C.
Cette page concerne l'année 434 av. J.-C. du calendrier julien proleptique.

## Événements
- Prise[1] et destruction[2] de la cité de Fidènes par les Romains conduits par le dictateur Servilius[3].
- 15 décembre : début à Rome du consulat de C. Iulius (Iullus?) (pour la troisième fois) et L. Verginius Tricostus (pour la seconde fois)[3].